# Mémorial Charles-de-Gaulle
El Mémorial Charles-de-Gaulle (Español: Charles de Gaulle Memorial) es un monumento ubicado en Colombey les Deux Églises en Alto Marne. Recorriendo, a través de la persona de Charles de Gaulle (1890-1970), los principales acontecimientos históricos del siglo XX, fue realizado por la Fundación Charles-de-Gaulle y el consejo general de Alto Marne con un coste de 22 millones de euros. Sustituye al monumento al General de Gaulle inaugurado el 18 de junio de 1972, que hasta entonces albergaba una pequeña exposición y controlaba el acceso a la monumental Cruz de Lorena.
Inaugurado oficialmente por el presidente de la República francesa, Jacques Chirac, el 9 de noviembre de 2006, el monumento a Charles-de-Gaulle y su exposición temporal De Gaulle-Adenauer: una reconciliación franco-alemana fueron inaugurados el 11 de octubre de 2008 por Nicolas Sarkozy y la canciller Angela Merkel, justo cincuenta años después del histórico encuentro en La Boisserie entre el general y el canciller Konrad Adenauer.
El Memorial está presidido por Nicolas Lacroix, también presidente del consejo departamental de Alto Marne.